# Martijn Maaskant
Martijn Maaskant (Zuidland, Países Bajos, 27 de julio de 1983) es un exciclista neerlandés.

## Carrera
Se hizo profesional en 2003 en el equipo neerlandés continental de Van Vliet-EBH-Advocaten, donde corre pruebas en los Países Bajos, y logró su primera gran actuación: una etapa del Tour de Olympia de 2003. 
En 2006 algunas buenas actuaciones le permitieron unirse a la formación del equipo Rabobank Continental, ya que le ofrecían más oportunidades de progresió de cara a un equipo UCI ProTour. 
En 2007, sin embargo, Maaskant fue a más. A principios de esta temporada, terminó segundo en la Beverbeek Classic gana el Tour de Normandía y ocupa el segundo lugar en la Tríptico Monts et Châteaux. Confirma su buena forma los meses siguientes, en mayo hace un muy buen Tour de Olimpia, con cuatro segundos puestos, una victoria de etapa, y un segundo lugar en la general y termina a finales de ese mes el segundo en el Circuito de Lorraine, por detrás de Jörg Jaksche. En junio y julio muestra algunos progresos en el sprint. 
Sus buenos resultados son vistos por diferentes equipos, y anunció su salida de Rabobank a finales de 2007, para irse a un equipo que le había realizado una oferta financiera atractiva, el equipo estadounidense encabezado por Jonathan Vaughters Garmin-Transitions
En su primera temporada en este nivel, Maaskant se revela como un corredor de buen nivel en las clásicas empedradas. Terminó cuarto en la Monte Paschi Eroica, a continuación, 12º del Tour de Flandes. Por encima de todo confirma sus cualidades al finalizar 4.º de la París-Roubaix en su primera participación. Participa en julio en su primer Tour de Francia terminando en el puesto 131.º. 
Tras la adhesión de su equipo en el circuito de ProTour en 2009, vuelve a participar en las carreras más importantes. En gran medida por los clásicos adoquines, que confirma las cualidades de corredor de clásicas que había mostrado en el año anterior.

## Palmarés
2003
- 1 etapa del Tour de Olympia

2006
- 1 etapa del Tour de Normandía

2007
- Tour de Normandía
- Profronde van Drenthe
- 1 etapa del Tour de Olympia
- 1 etapa del Circuit de Lorraine
- 1 etapa en el Circuito Montañés[1]

## Resultados en Grandes Vueltas
| Carrera | Carrera         | 2003 | 2004 | 2005 | 2006 | 2007 | 2008  | 2009  | 2010  | 2011 | 2012  | 2013 | 2014 |
| ------- | --------------- | ---- | ---- | ---- | ---- | ---- | ----- | ----- | ----- | ---- | ----- | ---- | ---- |
|         | Giro de Italia  | —    | —    | —    | —    | —    | —     | —     | —     | —    | —     | —    | —    |
|         | Tour de Francia | —    | —    | —    | —    | —    | 131.º | 98.º  | 139.º | —    | —     | —    | —    |
|         | Vuelta a España | —    | —    | —    | —    | —    | —     | 135.º | —     | —    | 150.º | —    | —    |

—: no participa

Ab.: abandono